# Сінник

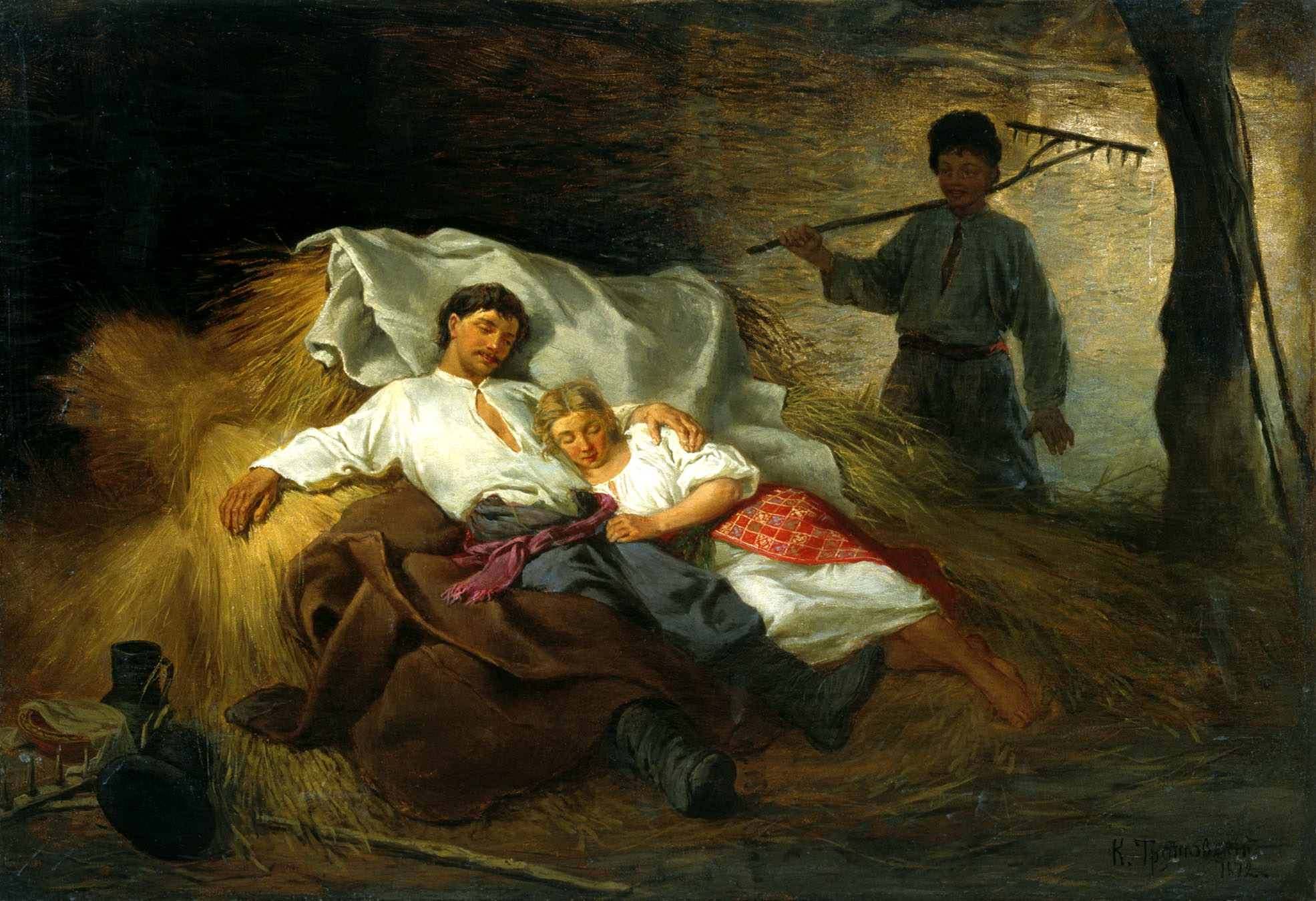
К. А. Трутовський. На сіннику. 1872

Сінни́к, рідше сінова́л — місце, призначене для складування сіна і захисту його від атмосферних опадів в процесі зберігання.
Зазвичай це сарай, навіс або приміщення над стайнею, пристосоване для зберігання скошеної трави в країнах з помірним і субтропічним кліматом. Організація сінника пов'язана із сезонністю випасу тварин і необхідністю забезпечити їх кормом у зимовий період. У великих господарствах організуються, як правило, великі криті сіносховища. Вони споруджуються здебільшого таким чином, щоб мати можливість для подальшого просушування завантажуваного корму. Можливе встановлення систем примусової вентиляції.
Сіновал є невід'ємним атрибутом сільських населених пунктів і символом «романтизму» сільського укладу життя. У теплу пору року, особливо в Україні, може використовуватися для зручного тимчасового нічлігу.